# Тайбей-Суншань
Аеропорт Суншань (кит. 臺北松山機場 / 台北松山机场, піньїнь Táiběi Sōngshān Jīchǎng) — регіональний аеропорт у районі Суншань міста Тайбей, Республіка Китай. IATA: TSA, ICAO: RCSS. Цивільна частина аеропорту виконує регулярні внутрішні й міжнародні рейси, хоча обслуговує лише невелику частину міжнародних рейсів до Тайбея порівняно з більшим міжнародним аеропортом Таоюань. Також аеропорт Суншань є базою деяких підрозділів ВПС Тайваню.

## Історія
Аеропорт був побудований у 1936 році під час японського правління як японська військова авіабаза Тайхоку, також відомий як аеродром Мацуяма. Після Другої світової війни, у 1946 році, він перейшов під контроль ВПС Республіки Китай. До закінчення громадянської війни та створення Китайської Народної Республіки аеропорт забезпечував польоти між Тайбеєм і Шанхаєм, іноді через Фучжоу. 
Спільне з військовим цивільне використання (як внутрішнє, так і міжнародне) — почалося 16 квітня 1950 року.  Першими внутрішніми напрямками були Гаосюн, Хуалянь, Тайчжун, Пенху і Тайнань; міжнародними — Сіетл, Токіо, Пусан, Маніла, Бангкок і Гонконг.  Першими міжнародними авіакомпаніями, які обслуговував аеропорт, були Northwest Airlines, Pan Am і Hong Kong Airways (нині Cathay Pacific).
З часом аеропорт став занадто малим, щоб обслуговувати зростаючу кількість пасажирів, навіть після ряду розширень, також ситуація ще більше погіршилася, через поширення широкофюзеляжних літаків.  Тому після відкриття 26 лютого 1979 року Міжнародного аеропорту Таоюань (тоді під назвою Міжнародний аеропорт Чан Кайши) вся міжнародна діяльність була перенесена туди. Відповідно, пасажирське навантаження в аеропорту Суншань впало з 6,2 млн в 1978 до 2,9 млн в 1979, зменшившись на 53 %.  На піку свого розвитку в 1997 році аеропорт обслуговував понад 15,3 мільйона пасажирів на рік.
Польоти до Тайчжуна та Цзяї були припинені в середині 2007 року після відкриття Тайванської високошвидкісної залізниці, коли коефіцієнт завантаження аеропорту значно впав. Обсяг пасажирів зменшився з 6,7 мільйона у 2006 році до 4,4 мільйона у 2007 році, впавши на 34 %.  Також відкриття цієї залізничної лінії призвело до того, що 1 березня 2008 року Uni Air призупинила свої рейси до Гаосюна, а Far Eastern Air Transport — до Тайнаня.  З 1 серпня 2008 року припинити польоти в Тайнань і Гаосюн вирішила і TransAsia Airways.
На початку 1999 року, коли починалося будівництво хмарочоса Тайбей 101, Адміністрація цивільної авіації Тайваню змінила певні процедури вильотів з аеропорту, щоб уникнути можливого зіткнення з цією будівлею. Між 1997 і 2006 роками було побудовано 677-метровий підземний автомобільний тунель, щоб з'єднати північну та південну сторони аеропорту. 
4 липня 2008 року почалися регулярні чартерні рейси до КНР, більшість з яких здійснюється через Суншань. Тодішній мер Ма Їнцзю наполягав на тому, щоб зробити аеропорт Суншань головним міжнародним терміналом Тайбею, мотивуючи це тим, що розташування поблизу центру міста зробить аеропорт зручним для ділових мандрівників. Однак через наявність високих будівель навколо аеропорту виникло занепокоєння щодо безпеки польотів, можливого блокування радіозв'язку, шумового забруднення та зменшення кількості рейсів.
Внаслідок постійного зростання міста Тайбей аеропорт Суншань знаходиться у його центрі. Порівняно з міжнародним аеропортом Тайвань-Таоюань, аеропорт Суншань економить мандрівникам близько 30 хвилин завдяки своєму розташуванню в центральному діловому районі міста, але одночасно через таке розташування аеропорту місто потерпає від шуму, забруднення, обмежень щодо міського планування та заторів. У 2002 і 2006 роках на виборах мера Тайбея кандидати від ДПП Лі Ін-Юань і Френк Сє запропонували план закриття аеропорту Суншань і розбудові його території під дорогу, величезний парк, водосховище і спортивну арену, посилаючись на те, що Тайванська високошвидкісна залізниця впорається з транспортним навантаженням між Тайпеєм і містами західного Тайваню, а обслуговування віддалених островів і східного Тайваню може легко взяти на себе тайванський міжнародний аеропорт Таоюань після завершення будівництва в ньому системи швидкісного метрополітену до кінця 2016 року. Втім, уряд міста відклав пропозицію про закриття аеропорту.

## Авіакомпанії та напрямки

Міста з прямими рейсами до Тайбей Суншань.

| Авіакомпанія           | Пункт призначення                                                        |
| ---------------------- | ------------------------------------------------------------------------ |
| Air China              | Чунцин, Шанхай-Хунцяо                                                    |
| All Nippon Airways     | Токіо-Ханеда                                                             |
| China Airlines         | Сеул-Кімпхо, Шанхай-Хунцяо, Токіо-Ханеда                                 |
| China Eastern Airlines | Шанхай-Хунцяо                                                            |
| Eastar Jet             | Сеул-Кімпхо                                                              |
| EVA Air                | Сеул-Кімпхо, Шанхай-Хунцяо, Тяньцзінь-Біньхай, Токіо-Ханеда              |
| Japan Airlines         | Токіо-Ханеда                                                             |
| Mandarin Airlines      | Фучжоу, Цзіньмень, Наньган Пенху, Тайдун, Веньчжоу, Ухань                |
| Shanghai Airlines      | Шанхай-Хунцяо, Шанхай-Пудун                                              |
| Sichuan Airlines       | Ченду                                                                    |
| T'way Air              | Сеул-Кімпхо                                                              |
| Uni Air                | Бейгань, Хуалянь, Кіньмень, Наньган, Пенху, Тайдун, Шанхай-Пудун, Сямень |
| XiamenAir              | Фучжоу, Сямень                                                           |

## Транспорт
Аеропорт обслуговується станцією метро «Аеропорт Суншань» на лінії Веньху тайбейського метро. Також аеропорт обслуговують кілька маршрутів міських автобусів, забезпечуючи часте сполучення з лінією метро Даньшуй.

## Аварії та інциденти
- 23 жовтня 1944 року японський пасажирський транспортний літак незабаром після зльоту з аеродрому (тоді він мав назву Мацуяма) врізався у Велике Тайванське святилище[en] — синтоїстський храм на горі Цзяньтань. В результаті храм отримав значні ушкодження, після яких так і не був відбудований. [8]
- 18 серпня 1945 року японський важкий бомбардувальник Типу 97, що вилітав у Далянь, вибухнув під час зльоту. В цій катастрофі загинули один з лідерів індійського руху за незалежність Субхаш Чандра Бос та генерал-лейтенант Імперської армії Японії Цунамаса Шідей.
- 20 лютого 1970 року літак Douglas DC-3 B-243 авіакомпанії Far Eastern Air Transport[en], виконуючи вантажний рейс, незабаром після зльоту врізався в гору. Обидва члени екіпажу загинули. [9]
- 12 серпня 1970 року літак NAMC YS-11[en] рейсу 206 авіакомпанії China Airlines розбився в аеропорту в результаті зіткнення із землею в керованому польоті.
- 7 жовтня 1974 року літак Vickers Viscount[en] авіакомпанії Far Eastern Air Transport під час польоту до аеропорту Тайбей-Суншань став жертвою спроби викрадення. Викрадача вдалося здолати, і літак приземлився в пункті призначення. [10]
- 1 лютого 1975 року Vickers Viscount PK-RVM авіакомпанії Mandala Airlines[en] викотився за межі ЗПС, отримавши пошкодження, що не підлягали відновленню. [11]
- 31 липня 1975 року Vickers Viscount B-2029 авіакомпанії Far Eastern Air Transport заглох і впав на злітно-посадкову смугу під час сильної зливи. Загинули 27 із 75 людей на борту. [12]
- 22 серпня 1981 року Boeing 737-200 авіакомпанії Far Eastern Air Transport через 14 хвилин після зльоту з аеропорту Сушань розвалився в польоті[en]. Всі 110 людей на борту загинули. [13]
- 10 жовтня 1997 року C-130 1310 ВПС Китайської республіки розбився під час спроби заходу на друге коло, у результаті чого загинули всі 5 осіб на борту.
- 4 лютого 2015 року літак ATR 72-600 рейсу 235 компанії TransAsia Airways, розбився невдовзі після зльоту з аеропорту Суншань, впавши у річку Цзілун. З 53 пасажирів і 5 членів екіпажу 43 загинули.
- 1 лютого 1975 року Vickers Viscount PK-RVM авіакомпанії Mandala Airlines викотився за злітну смугу, отримавши пошкодження, що не підлягали відновленню. [11]
- 31 липня 1975 року Vickers Viscount B-2029 авіакомпанії Far Eastern Air Transport заглох і впав на злітно-посадкову смугу під час сильної зливи. Загинули 27 із 75 людей на борту. [12]
- 22 серпня 1981 року Boeing 737-200 авіакомпанії Far Eastern Air Transport через 14 хвилин після зльоту з аеропорту Сушань розвалився в польоті[en]. Всі 110 людей на борту загинули. [13]